# Nhông đuôi dài Việt Nam
Nhông đuôi dài Việt Nam (danh pháp: Bronchocela vietnamensis) là một loài thằn lằn trong họ Agamidae. Loài này được Hallermann & Orlov mô tả khoa học đầu tiên năm 2005.